# Neonallachius annandalei
Neonallachius annandalei är en insektsart som beskrevs av Nakahara 1963. Neonallachius annandalei ingår i släktet Neonallachius och familjen Dilaridae. Inga underarter finns listade i Catalogue of Life.